# Jerónimo de Loayza
Jerónimo de Loayza González O.P. (ur. 1498 w Trujillo, zm. 25 października 1575 w Limie) – hiszpański duchowny katolicki, pierwszy biskup, następnie arcybiskup limski oraz prymas Peru.

## Życiorys

### Młodość i początki kariery duchownej
Jerónimo de Loayza González urodził się w 1498 r. w Trujillo jako syn Alvaro de Carvajal i Loayza Any González de Paredes. W 1521 roku rozpoczął studia w klasztorze dominikanów San Pablo de Cordoba, a ukończył je w klasztorze San Gregorio w Valladolid. Następnie wrócił do Kordoby, gdzie zgłębiał wiedzę teologiczną, pracując w macierzystym klasztorze.
Pod koniec lat 20. XVI w. został przeznaczony do działalności misyjnej w Nowym Świecie, przybywając w 1529 r. do Cartageny de Indias, w obecnej Kolumbii, po czym po dwóch latach działalności duszpasterskiej wrócił ze względów zdrowotnych do Hiszpanii. W 1538 r. wrócił do Cartageny zostając mianowany biskupem ordynariuszem tamtejszej diecezji. Za główne cele postawił sobie sprowadzenie do biskupstwa zakonu dominikanów oraz budowę katedry.

### Biskup i arcybiskup limski
W 1541 r. został on przeniesiony na nowo utworzoną diecezję limską, zajmując się jej organizacją. Starał się pozyskać fundusze na budowę nowej katedry oraz na uposażenie biskupstwa. Po podniesieniu 12 lutego 1546 r. diecezji do rangi archidiecezji i metropolii kościelnej został jej pierwszym zwierzchnikiem. Dopiero 2 lata później, 9 września 1548 r. otrzymał od papieża paliusz. Oprócz prowadzeniem działalności chrystianizacyjnej w Peru brał udział w łagodzeniu występujących konfliktów społecznych jako mediator.
Jego krytycy zarzucali mu zbytni luksus i przepych przy urządzaniu katedry i pałacu arcybiskupiego oraz nadmierne mieszanie się do polityki. Wspierał oprócz budowy katedry również budowę innych kościołów i klasztorów w Peru. Założył seminarium duchowne oraz szpital św. Anny przeznaczony dla ubogich, głównie Indian.
W 1551 r. zwołał pierwszy synod diecezjalny, poświęcony wytyczeniu standardów katechizacji i prowadzenia misji katolickich w metropolii limskiej. Trwał on do końca lutego 1552 r. Po zakończeniu Soboru Trydenckiego, w którym nie wziął udziału przyjął jego zarządzenia bez zastrzeżeń, zwołując do Limy w 1565 r. kolejny synod biskupów, na którym omawiano kwestie upowszechnienia nauki i wiary chrześcijańskiej wśród ludności tubylczej.

### Śmierć
W 1572 r. papież Pius V w uznaniu dla jego zasług nadał mu honorowy tytuł prymasa Peru. Arcybiskup zmarł wkrótce potem dwa lata później, w szpitalu św. Anny w Limie, gdzie został pochowany w przykościelnym szpitalu. Po dwóch stuleciach jego szczątki zostały przeniesione do podziemi katedry limskiej, gdzie spoczywają do dzisiaj.